# Холинергические рецепторы

Ацетилхолин

Холинэргические рецепторы (ацетилхолиновые рецепторы) — трансмембранные рецепторы, эндогенным лигандом-агонистом которых является ацетилхолин. 
Ацетилхолин служит нейротрансмиттером как в пре-, так и в постганглионарных синапсах парасимпатической системы и в преганглионарных симпатических синапсах, в ряде постганглионарных симпатических синапсов, нервно-мышечных синапсах (соматическая нервная система), а также в некоторых участках ЦНС. Нервные волокна, выделяющие ацетилхолин из своих окончаний, называются холинергическими.
Синтез ацетилхолина происходит в цитоплазме нервных окончаний; запасы его хранятся в виде пузырьков в пресинаптических терминалях. Возникновение пресинаптического потенциала действия ведёт к высвобождению содержимого нескольких сотен пузырьков в синаптическую щель. Ацетилхолин, выделяющийся из этих пузырьков, связывается со специфическими рецепторами на постсинаптической мембране, что повышает её проницаемость для ионов натрия, калия и кальция и приводит к появлению возбуждающего постсинаптического потенциала. Действие ацетилхолина ограничивается путём его гидролиза с помощью фермента ацетилхолинэстеразы.

## Типы холинорецепторов
Специфические холинергические рецепторы с фармакологической точки зрения разделяются на никотиновые (Н-рецепторы) и мускариновые (М-рецепторы).

### Никотиновые холинорецепторы

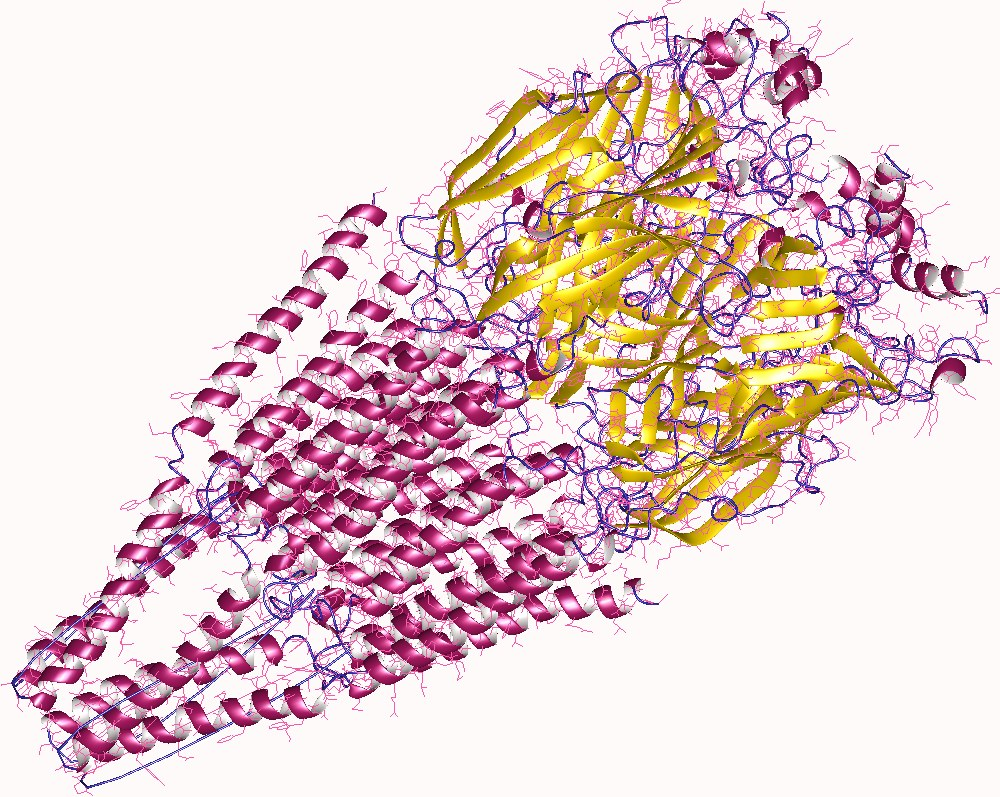
Холинергические рецепторы, Torpedo marmorata.

Эффекты ацетилхолина в области преганглионарных синапсов парасимпатической и симпатической систем могут быть воспроизведены с помощью введения алкалоида никотина, поэтому все автономные ганглии называются никотиновыми. Никотиноподобная передача нервных импульсов осуществляется также в нервно-мышечном синапсе, ЦНС, мозговом веществе надпочечников и в некоторых симпатических постганглионарных участках. 
Никотиновые холинорецепторы относятся к ионотропным и являются натриевыми каналами. Они состоят из пяти белковых субъединиц, обычно на двух из них имеются центры связывания ацетилхолина. 

Выявлены 17 типов субъединиц никотиновых рецепторов (α1—10, β1—4, γ, δ, ε). Видимо, они могут образовывать множество разных сочетаний, но некоторые из них встречаются наиболее часто и имеют наиболее важное значение, это: (α1)2β1δε (мышечный тип), (α3)2(β4)3 (ганглионарный тип), (α4)2(β2)3 (ЦНС-тип) и (α7)5 (другой ЦНС-тип).

### Мускариновые холинорецепторы
Действие ацетилхолина в области постганглионарных нервных окончаний воспроизводится с помощью другого алкалоида — мускарина. Помимо постганглионарных синапсов, мускариноподобная передача нервных импульсов осуществляется в некоторых участках ЦНС. 
Мускариновые рецепторы являются метаботропными и относятся к рецепторам, сопряженным с G-белками.

## Медицинское значение

### Воздействие ядов и лекарственных препаратов
Никотиновые рецепторы блокируются такими ядами, как кураре и α-бунгаротоксин, а мускариновые — атропином и скополамином, что определяет симптомы отравлений соответствующими ядами. Блокада никотиновых рецепторов с помощью кураре или курареподобных препаратов используется для обездвиживания больных во время хирургических операций.

### Myasthenia gravis
При данном заболевании против никотиновых холинорецепторов мышечного типа вырабатываются аутоантитела, что приводит к прогрессирующей мышечной слабости.